# آديل مارا
آديل مارا (بالإنجليزية: Adele Mara)‏ هي ممثلة أمريكية، ولدت في 28 أبريل 1923 في الولايات المتحدة، وتوفيت بنفس المكان في 7 مايو 2010.

## وصلات خارجية
- آديل مارا على موقع IMDb (الإنجليزية)
- آديل مارا على موقع ألو سيني (الفرنسية)
- آديل مارا على موقع أول موفي (الإنجليزية)
- آديل مارا على موقع قاعدة بيانات الأفلام السويدية (السويدية)
- آديل مارا على موقع إن إن دي بي (الإنجليزية)
- آديل مارا على موقع قاعدة بيانات الفيلم (الإنجليزية)
- آديل مارا على موقع كينوبويسك (الروسية)